# 12 Heures de Sebring 1997
Navigation
Édition précédente Édition suivante
Les 12 Heures de Sebring 1997, disputées le 15 mars 1997 sur le Sebring International Raceway à Sebring (Floride), sont la 45e édition de l'épreuve et la deuxième manche du championnat IMSA GT 1997.
Elles ont été remportées par la Ferrari no 3 de Yannick Dalmas, Stefan Johansson, Fermín Vélez et Andy Evans.

## Circuit

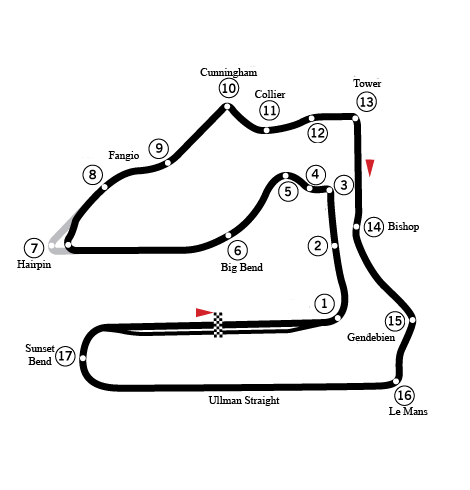
Le Sebring International Raceway, cadre des 12 Heures de Sebring 1997.

Les 12 Heures de Sebring 1997 se déroulent sur le Sebring International Raceway situé en Floride. Il est composé de deux longues lignes droites, séparées par des courbes rapides ainsi que quelques chicanes. Ce tracé a un grand passé historique car il est utilisé pour des courses automobiles depuis 1950. Ce circuit est célèbre car il a accueilli la Formule 1.

## Résultats
Voici le classement au terme de la course.
- Les vainqueurs de chaque catégorie sont signalés par un fond jauni.

| 1            | WSC   | 3  | Team Scandia                      | Yannick Dalmas Stefan Johansson Fermín Vélez Andy Evans                                        | Ferrari 333 SP             | 281 |
| 2            | WSC   | 16 | Dyson Racing                      | James Weaver Andy Wallace Butch Leitzinger                                                     | Riley & Scott Mk III       | 281 |
| 3            | WSC   | 4  | Dibos Racing                      | Eduardo Dibos Jim Pace Barry Waddell                                                           | Riley & Scott Mk III       | 268 |
| 4            | WSC   | 63 | Downing Atlanta Racing            | Jim Downing Charles Nearburg Tim McAdam                                                        | Kudzu DLM                  | 266 |
| 5            | WSC   | 20 | Dyson Racing                      | Elliot Forbes-Robinson John Schneider John Paul junior                                         | Riley & Scott Mk III       | 263 |
| 6            | GTS-1 | 11 | Robinson Racing                   | Irv Hoerr Jack Baldwin George Robinson                                                         | Oldsmobile Aurora          | 261 |
| 7            | GTS-1 | 01 | Rohr Corp.                        | Andy Pilgrim Jochen Rohr Robert Nearn                                                          | Porsche 911 GT2 Evo        | 261 |
| 8            | GTS-2 | 61 | Konrad Motorsport                 | Bob Wollek Franz Konrad Wido Rössler                                                           | Porsche 911 GT2            | 259 |
| 9            | GTS-3 | 10 | Prototype Technology Group        | Javier Quiros Tom Hessert Bill Auberlen Derek Hill                                             | BMW M3                     | 257 |
| 10           | GTS-2 | 03 | Roock Racing                      | Michel Ligonnet (de) Claudia Hürtgen Zak Brown Dirk Layer                                      | Porsche 911 GT2            | 256 |
| 11           | GTS-2 | 99 | Schumacher Racing                 | Larry Schumacher John O'Steen Will Pace                                                        | Porsche 911 Carrera Cup    | 256 |
| 12           | GTS-2 | 56 | Martin Snow                       | Martin Snow Peter Kitchak Philip Collin                                                        | Porsche 911 GT2            | 255 |
| 13           | GTS-3 | 76 | Team A.R.E.                       | Kelly Collins Cort Wagner Gary Blackman                                                        | Porsche 993 Carrera RSR    | 255 |
| 14           | GTS-3 | 52 | Stadler Motorsport                | Enzo Calderari Lilian Bryner Ulli Richter                                                      | Porsche 911                | 253 |
| 15           | GTS-3 | 7  | Prototype Technology Group        | Dieter Quester Marc Duez Boris Said III                                                        | BMW M3                     | 252 |
| 16           | WSC   | 88 | MSI Racing                        | Ross Bentley Jeff Jones Danny Sullivan                                                         | Riley & Scott Mk III       | 250 |
| 17           | GTS-3 | 39 | Jim Mathews Racing                | David Murry Jim Matthews Hurley Haywood                                                        | Porsche 911                | 249 |
| 18           | GTS-1 | 75 | Robinson Racing                   | Victor Sifton Jon Gooding Joe Pezza                                                            | Oldsmobile Aurora          | 248 |
| 19           | GTS-2 | 65 | Saleen Allen Speedlab             | Steve Saleen David Warnock Robert Schirle                                                      | Ford Saleen Mustang        | 246 |
| 20           | GTS-3 | 68 | The Racers Group                  | Kevin Buckler Stephen Earle Randy Pobst                                                        | Porsche 911                | 246 |
| 21           | GTS-3 | 78 | Team A.R.E.                       | Mike Doolin Steve Pelke Bruce Busby                                                            | Porsche 911 Carrera RSR    | 245 |
| 22           | GTS-3 | 53 | Stadler Motorsport                | Denis Lay Karl-Heinz Wlazik Uwe Sick                                                           | Porsche 911                | 245 |
| 23           | GTS-3 | 25 | Alex Job Racing                   | Charles Slater Jeff Purner Terry Lingner Robbie Groff                                          | Porsche 911 Carrera RSR    | 242 |
| 24           | GTS-3 | 86 | G & W Motorsports                 | Steve Marshall Danny Marshall Weldon Scrogham                                                  | Porsche 964 Carrera Cup    | 240 |
| 25           | GTS-3 | 89 | Tag Racing                        | Thomas Dittmer Jason Dittmer Tone Grant Mike Gagliardo                                         | Porsche 911                | 236 |
| 26           | WSC   | 2  | Screaming Eagles Racing           | Craig Nelson Darin Brassfield Dan Clark                                                        | Riley & Scott Mk III       | 233 |
| 27           | GTS-3 | 58 | Protechnik Racing                 | Sam Shalala John Annis Neil Crilly Scott Peeler                                                | Porsche 911                | 229 |
| 28           | GTS-3 | 69 | Jorge Trejos                      | Jeff Gamroth Tim Ralston Monte Shelton                                                         | Porsche 911                | 227 |
| 29           | GTS-3 | 05 | Auto Sport South                  | Joe Cogbill William Stitt John Bourassa                                                        | Porsche 911 Turbo          | 224 |
| 30           | GTS-3 | 92 | PAR International Ltd.            | David Loring Raymond Boissoneau Peter Goebel Brian Johnson                                     | Mazda RX-7                 | 218 |
| 31           | GTS-3 | 26 | Alex Job Racing                   | Anthony Lazzaro Angelo Cilli Eric Bretzel                                                      | Porsche 911                | 216 |
| 32           | GTS-3 | 70 | Newfield Kartman                  | Ludovico Manfredi Alain Nadal Manolis Moschous Ron Zitza                                       | Porsche 911                | 210 |
| 33           | GTS-3 | 36 | Phoenix American Motorsports      | Jim Michaelian Steve McNeely Stu Hayner John Heinricy Mike Weinberg Joe Aquilante Marty Miller | Pontiac Firebird           | 201 |
| 34           | GTS-1 | 90 | Road Circuit Technology           | Les Delano Andy Petery Craig Carter                                                            | Oldsmobile Cutlass Supreme | 199 |
| 35           | GTS-1 | 48 | Ted Kempgens                      | David Rankin Hank Scott Billy Bies Ted Kempgens                                                | Chevrolet Camaro           | 188 |
| 36           | WSC   | 33 | FAB Factory Motorsport            | Ralph Thomas John Mirro Rick Ferguson                                                          | Kudzu DG-2                 | 185 |
| 37           | GTS-1 | 09 | Rice Racing                       | Vic Rice Ray Kong Shane Lewis Kent Stacy                                                       | Pontiac Grand Prix         | 180 |
| 38           | GTS-1 | 80 | Dave Perelle                      | Nort Northam Dave Perelle Houghton Smith                                                       | Oldsmobile Cutlass Supreme | 148 |
| 39           | GTS-1 | 37 | Hoyt Overbagh                     | Mauro Casadei Oscar Rovelli Butch Brickell Mark Montgomery C. J. Johnson                       | Chevrolet Camaro           | 141 |
| 40           | GTS-3 | 57 | Kryderacing                       | Luis Sereix Reed Kryder Frank Del Vecchio Michael DeFontes                                     | Nissan 240SX               | 85  |
| Abandons     |       |    |                                   |                                                                                                |                            |     |
| 41           | GTS-3 | 50 | Jorge Trejos                      | Joe Varde Jorge Trejos Dennis Aase                                                             | Porsche 911                | 247 |
| 42           | GTS-2 | 47 | T-F Racing                        | Matt Turner Gary Smith Joseph Safina John Kohler Nick Longhi                                   | Ford Saleen Mustang        | 205 |
| 43           | WSC   | 28 | FAB Factory Motorsport            | Jon Field Juan Gac Jacek Mucha A. J. Smith Owen Trinkler                                       | Spice SC95                 | 203 |
| 44           | WSC   | 8  | Support Net Racing                | Johnny O'Connell Scott Schubot Henry Camferdam Roger Mandeville                                | Hawk C-8                   | 188 |
| 45           | GTS-3 | 27 | Tim Vargo                         | Brady Refenning Jack Refenning Henry Camferdam Peter Uria                                      | Porsche 911                | 178 |
| 46           | WSC   | 30 | Moretti Racing                    | Giampiero Moretti Antônio de Azevedo Hermann Didier Theys Andrea Montermini                    | Ferrari 333SP              | 168 |
| 47           | WSC   | 1  | Doyle Racing Riley & Scott        | Wayne Taylor Eric van de Poele Scott Sharp                                                     | Riley & Scott Mk III       | 151 |
| 48           | GTS-3 | 6  | Prototype Technology Group        | John Fergus Dan Marvin                                                                         | BMW M3                     | 142 |
| 49           | WSC   | 43 | Team Scandia                      | Charles Morgan Rob Morgan                                                                      | Ferrari 333SP              | 135 |
| 50           | GTS-3 | 42 | Jarett Freeman                    | Michael Duffy Simon Gregg                                                                      | Porsche 911                | 134 |
| 51           | WSC   | 60 | Kopf Precision Race Products Team | Roberto Quintanilla Jeff Ward                                                                  | Keiler KII                 | 126 |
| 52           | GTS-1 | 66 | Panoz Motorsport                  | Doc Bundy Éric Bernard Jeff Purner                                                             | Panoz Esperante GTR-1      | 108 |
| 53           | GTS-3 | 93 | Ecuador Mobil                     | Henry Taleb Pete Halsmer Elton Julian                                                          | Nissan 240SX               | 104 |
| 54           | GTS-1 | 74 | Champion Porsche                  | Hans-Joachim Stuck Bill Adam                                                                   | Porsche 911 GT2 Evo        | 100 |
| 55           | GTS-2 | 55 | Saleen Allen Speedlab             | Price Cobb Phil Andrews                                                                        | Ford Saleen Mustang        | 92  |
| 56           | GTS-1 | 35 | Richard McDill                    | Richard McDill Bill McDill Tom Juckette Gianni Biava                                           | Chevrolet Camaro           | 90  |
| 57           | GTS-3 | 22 | Reisman Racing                    | Paul Reisman John Reisman Richard Valentine                                                    | Chevrolet Camaro           | 73  |
| 58           | GTS-3 | 38 | Mark Hein                         | Dorsey Schroeder Peter Cunningham John Green                                                   | Acura NSX                  | 58  |
| 59           | GTS-1 | 17 | Arthur Pilla                      | Arthur Pilla Oma Kimbrough David Kicak                                                         | Porsche 911 GT2 Evo        | 58  |
| 60           | GTS-1 | 72 | Tim Banks                         | Tim Banks Henri-Louis Maunoir Don Arpin                                                        | Chevrolet Corvette         | 57  |
| 61           | GTS-2 | 31 | Kim Baker                         | John Heinricy Stuart Jones Kim Baker                                                           | Chevrolet Corvette         | 29  |
| 62           | GTS-1 | 45 | Davies Motorsports                | Scott Goodyear Neto Jochamowitz Ed Davies                                                      | Porsche 911 Turbo          | 21  |
| 63           | WSC   | 00 | John Christie                     | John Graham John Christie                                                                      | X-250                      | 21  |
| Non-partants |       |    |                                   |                                                                                                |                            |     |
| 64           | GTS-3 | 98 | Tag Racing                        | Thomas Dittmer Jason Dittmer Tone Grant Mike Gagliardo Tony Ave                                | Porsche 911                |     |
| 65           | GTS-3 | 34 | James Loftis                      | James Loftis Richard Howe Norman Goldrich Dave White                                           | Porsche 968                |     |
| 66           | GTS-3 | 06 | Jeremiah Kelly                    | Marc Fienstein Randy Pobst                                                                     | Porsche 944 Turbo          |     |
| 67           | GTS-3 | 0  | Tony Singer                       | Karl Singer Tony Singer Kasey Singer Dave White Joe Varde Don Knowle                           | Porsche 911                |     |